# Wapen van Bovenkarspel

Wapen van Bovenkarspel

Het wapen van Bovenkarspel werd op 26 juni 1816 door de Hoge Raad van Adel aan de Noord-Hollandse gemeente Bovenkarspel bevestigd. Op 1 januari 1979 werd Bovenkarspel onderdeel van de nieuw opgerichte gemeente Stede Broec, het wapen van Bovenkarspel is daardoor komen te vervallen. In het wapen van Stede Broec is de voorstelling uit het wapen van Bovenkarspel gecombineerd met het wapen van Grootebroek.

## Blazoenering
De blazoenering van het wapen luidde als volgt:
Van zilver waarop een boom van sijnople en twee sterren van goud.
Niet vermeld in de beschrijving is dat de boom op een losse grond staat en alles in natuurlijke kleuren is. De heraldische kleuren in het wapen zijn zilver (wit), sinopel (groen) en goud (geel). De boom staat op een losse grond en de sterren zijn middels takken aan weerszijden van de stam met de boom verbonden.

## Geschiedenis
Volgens Sierksma staan de sterren voor de twee dorpen Bovenkarspel en Broekerhaven. Wapens met bomen komen in de streek vaker voor.

## Verwante wapens

Wapen van Stede Broec
Wapen van Blokker
Het wapen van Grootebroek
Het wapen van Hauwert, een dorpswapen
Wapen van Hoogwoud
Wapen van Midwoud
Wapen van Noorder-Koggenland
Wapen van Opmeer
Wapen van Scharwoude
Wapen van Schellinkhout
Wapen van Sijbekarspel
Wapen van Venhuizen
Wapen van Westwoud
Wapen van Wognum